# Gordiano de Roma
São Gordiano (falecido em 362) foi um mártir romano morto durante o reinado de Juliano, o Apóstata, e é comemorado em 10 de maio.
Gordiano era um pagão e juiz romano. Ele foi acusado de forçar Januário a fazer um sacrifício ao imperador, mas em vez disso foi persuadido e então se converteu ao cristianismo com muitos de sua casa. Sendo acusado diante de seu sucessor, ou como alguns dizem perante o prefeito da cidade, Apronianus, ele foi cruelmente torturado e finalmente decapitado. Seu corpo foi levado pelos cristãos e colocado em uma cripta na Via Latina ao lado do corpo de São Epímaco, que havia sido recentemente enterrado ali. Os dois santos deram o seu nome ao cemitério, e desde então são venerados em conjunto pela Igreja Católica.
Algum tempo depois, os restos mortais de Gordiano foram transferidos para o cemitério de Cyriaca e lá permaneceram até o século XVII, quando o Irmão Ambrósio da Ordem de Santo Agostinho os removeu e os deu ao Pe. Christopher Anderson, um padre jesuíta na década de 1670. Os restos mortais foram transferidos para o Colégio Jesuíta de St. Omer; quando o Colégio se mudou para Stonyhurst, os restos mortais viajaram para a Inglaterra, onde permaneceram desde então, enterrados abaixo do altar da Capela da Sodalidade. Seus ossos foram removidos temporariamente em 2006, enquanto a capela era restaurada, mas eles já foram devolvidos.
Há uma igreja dedicada a São Gordiano em Saint-Paul-d'Oueil na França.

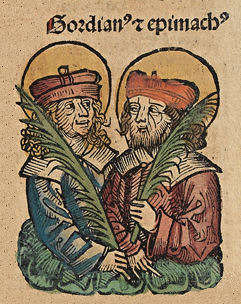
Ilustração da Crônica de Nuremberg sobre os santos Gordiano e Epímaco, 1493